# Joe McPhee

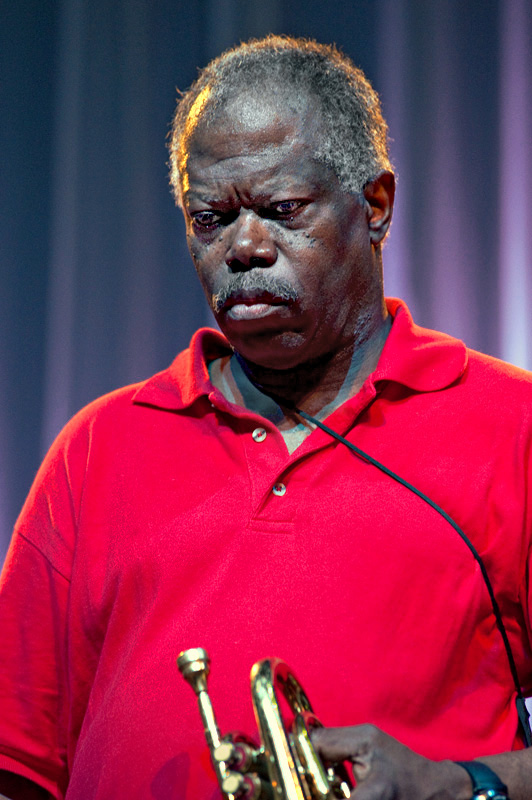
Joe McPhee, Moers Festival, 2010

Joe McPhee (Miami, 1939. november 3. –) amerikai multiinstrumentalista dzsesszzenész: tenor-, alt-, és szopránszaxofon, trombita, szárnykürt (kornett), harsona.

## Pályafutása
Joe McPhee nyolcévesen kezdett trombitálni, még mielőtt más hangszereket tanult volna. Különböző középiskolai, majd katonazenekarokban játszott. Első felvételére 1967-ben került sor, és megjelent a „Clifford Thornton Freedom and Unity” című albuma. McPhee 32 évesen megtanult szaxofonozni, mert megismemerte John Coltrane, Albert Ayler és Ornette Coleman zenéjét.
Az 1960-as évek végén, az 1970-es évek elején a dzsesszzenéről tartott előadásokat a Vassar College-on.
1975-ben Werner Xaver Uehlinger elindította a svájci Hathut Recordsot azzal a céllal, hogy bemutassa McPhee zenéjét. Az 1980-as években McPhee találkozott Pauline Oliveros-szal, és tanulmányozta annak elméleteit. Ekkor együtt dolgozott a „Deep Listening Band”-del.
Az Egyesült Államokban még nem írt alá semmilyen jelentős kiadónál. Az 1990-es évekig valószínűleg jobban ismerték Európa-szerte, mint otthon. 1996-os „As Serious As Your Life” című albuma „vitathatatlanul a legjobb szólófelvétele” − az AllMusic szerint.
McPhee-nek közös felvételei vannak, vagy/és vagy fellépett Ken Vandermark, Peter Brötzmann, Evan Parker, Mats Gustafsson, Jeb Bishop, a The Thing, Clifton Hyde, Jérôme Bourdellon, Raymond Boni és Joe Giardullo színpadán. 1998 óta McPhee Dominic Duval és Jay Rosen Trio X néven lépett fel és készített felvételeket. Az 1990-es években Dominique Eade-nek és McPhee-nek volt egy „Naima” nevű dzsesszegyüttese.

## Albumok
- Underground Railroad (1969)
- Nation Time (1971)
- Black Magic Man (1971, 1975)
- At WBAI's Free Music Store, 1971, 1996)
- Trinity (1972) with Harold E. Smith and Mike Kull
- Pieces of Light (1974) with John Snyder
- The Willisau Concert (1976) featuring John Snyder és Makaya Ntshoko
- Tenor (1977) – rereleased as Tenor & Fallen Angels in 2000
- Rotation (1976)
- Graphics (1977)
- Variations on a Blue Line (1977)
- Glasses (1977)
- MFG in Minnesota (1978) with Milo Fine és Steve Gnitka
- Old Eyes (1980)
- Tales és Prophecies (1981) with André Jaume
- Topology (1981)
- Oleo (1982)
- Visitation (1985) with the Bill Smith Ensemble
- Songs and Dances (1987) with André Jaume and Raymond Boni
- Linear B (1990)
- Élan (1991) with Daunik Lazro
- Impressions of Jimmy Giuffre (1992)
- The October Revolution (1994) with Rashied Ali, Borah Bergman, és Wilber Morris
- Sweet Freedom - Now What? (1995) with Lisle Ellis és Paul Plimley
- McPhee/Parker/Lazro (1995) with Evan Parker és Daunik Lazro
- Common Threads (1995)
- A Meeting in Chicago (996) with Ken Vandermark és Kent Kessler
- As Serious As Your Life (1996)
- Legend Street One (1996)
- Legend Street Two (1996)
- Inside Out (1996) with David Prentice
- Finger Wrigglers (1996) with Michael Bisio
- Specific Gravity (1997, 2001) with Joe Giardullo
- The Brass City (1997) with Jeb Bishop
- Chicago Tenor Duets (1998, 2002) with Evan Parker
- Zebulon (1998) with Michael Bisio
- The Dream Book (1998) with Dominic Duval
- Soprano (1998, 2007)
- In the Spirit (1999)
- No Greater Love (1999)
- Emancipation Proclamation: A Real Statement of Freedom (1999) with Hamid Drake
- Grand Marquis (1999) with Johnny McLellan
- Manhattan Tango (2000, 2004) with Jérôme Bourdellon
- Port of Saints (2000, 2005) with Michael Bisio, Raymond Boni és Dominic Duval
- Voices & Dreams (2000) with Raymond Boni
- Angels, Devils & Haints (2000, 2009]) with Michael Bisio, Dominic Duval, Claude Tchamitian and Paul Rogers
- Mister Peabody Goes to Baltimore (2000)
- Remembrance (2001, 2005) with Michael Bisio, Raymond Boni and Paul Harding
- Tales Out of Time (2002, 2004) with Peter Brötzmann
- A Parallax View (Slam, 2003, 2006) with Paul Hession
- Between (Ohrai, 2003) with Sato Makoto
- Everything Happens for a Reason (2003)
- In Finland (2004) with Matthew Shipp and Dominic Duval
- Next To You (2004) with Raymond Boni, Daunik Lazro and Claude Tchamitchian
- Guts (2005) with Peter Brötzmann, Kent Kessler and Michael Zerang
- The Open Door (2006) with Dominic Duval
- Voices: 10 Improvisations (Mode, 2006) with John Heward
- Red Morocco (2006)
- Tomorrow Came Today (2007) with Paal Nilssen-Love
- Alto (2009)
- Magic (2009) with Mikołaj Trzaska, Dominic Duval and Jay Rosen
- The Damage Is Done (2009) with Peter Brötzmann, Kent Kessler and Michael Zerang
- Blue Chicago Blues (2010) with Ingebrigt Håker Flaten
- Creole Gardens (A New Orleans Suite) (2011) with Michael Zerang
- Brooklyn DNA (2012) with Ingebrigt Håker Flaten
- What/If/They Both Could Fly (2012) with Evan Parker
- Ithaca (2012) with Eli Keszler
- Red Sky (2013) with Paal Nilssen-Love
- Sonic Elements (2013)
- Tree Dancing (2019) with Chris Corsano, Lol Coxhill and Evan Parker
- Echoes (2023) with Fire! Orchestra

## Díjak
- 2005: Resounding Vision Award (a Nameless Soundtól)